# Alessandro Franchi (peintre)
Pour les articles homonymes, voir Alessandro Franchi.

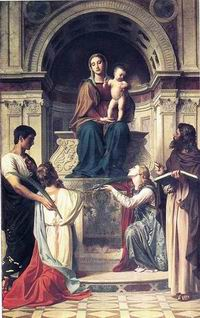
Retable San Pierino, Prato.

Alessandro Franchi  (Prato, 15 mars 1838, - Sienne, 29 avril 1914) est un peintre italien du  XIXe et du début du XXe siècle qualifié, avec Giorgio Bandini et  Gaetano Brunacci, parmi les meilleurs interprètes du style néogothique italien appelé « purisme ».

## Biographie
Alessandro Franchi naquit à Prato le  15 mars 1838, près de la  Porta Santa Trinita, de Antonio et  Anna Piccioli. Très jeune, il  démontra sa passion artistique pour l'art en reproduisant des images sacrées ou de chevaliers dans leurs costumes d'apparat, et en observant les processions dans la ville.
Il devint graveur  jeune  et un artiste de talent  que son maître démontra en lui demandant de reproduire un Saint Antoine datant de 1498 de la main de  Fra Filippo Lippi pour un tabernacle.
Il devint un élève assidu d'abord à Prato dans l'école fondée par  Ferrarini et  Cesare Guasti, puis auprès de Luigi Mussini  à l'Accademia Senese di Belle Arti (Académie siennoise des Beaux-Arts dont, il devint par la suite enseignant puis directeur.
Sa première commande importante fut un travail pour le chancelier  Enrico Bindi, un des plus importants de Prato qui devint évêque ensuite archevêque de Sienne.
En 1864, il peignit à fresque en 1864, dans la villa Guasti, à Galciana (Prato).
Alessandro Franchi a été un peintre portraitiste et un graveur actif à Prato, Sienne et en Ligurie.
Ses principales œuvres abordent les thèmes sacrés et se trouvent au Duomo de Sienne (petites mosaïques des gables de la façade représentant la Nativité du Christ et la Présentation de Marie au temple  de part et d'autre du Couronnement de la Vierge de son maître Luigi Mussini, et le complément en gravure et niellage des dernières marqueteries de pierre du pavement intérieur du Duomo de Sienne du Pinturicchio et de Domenico Beccafumi (Vie d'Élie), une partie de l'ensemble retraçant les Vertus et les Histoires Bibliques exécuté par quarante artistes des XIVe et XVIe siècles.
Ses œuvres remarquables sont à décoration à fresque de la chapelle des Vinaccesi (Duomo de Prato), avec les Épisodes de l'Ancien Testament ainsi que (dans le musée diocésain adjacent) ainsi que le retable (1860) représentant la Translation du corps de saint Étienne  réalisé alors qu'il avait seulement 21 ans.
Son style pictural fortement réaliste se caractérise par une profusion de couleurs très lumineuses se raccrochant au courant romantique d'empreinte hayezienne.
Il organisa plusieurs expositions des travaux de restauration à Prato et à Sienne et écrivit également des  articles sur l'art pour des revues françaises et italiennes.
Il mourut à Sienne le 29 avril 1914, son corps enterré dans le cimetière même qui  contient plusieurs de ses travaux et son tombeau a été conçu par Luisa Mussini, la fille de son professeur, et qui fut, à partir de 1893, son épouse et son assistante. Quelques jours après sa mort, le conseiller Guido Papini  dédia une salle du Palazzo di Pretorio à sa mémoire, en exposant ses croquis et d'autres travaux que l'artiste avait donnés à sa ville de naissance en 1911.

## Œuvres
- Décorations à l'oratoire Sainte-Thérèse, chapelle Raffo, sanctuaire Sainte-Catherine,
- Nativité du Christ et Présentation au temple, des gables de la façade du  Duomo de Sienne.
- Gravure et niellage en complément des marqueteries du pavement intérieur du Duomo de Sienne commencées par  Pinturicchio, Duomo de Sienne
- Décoration à fresque, chapelle Vinaccesi, Duomo de Prato.
- Décorations église del Carmine, Lavagna.
- Décorations des chapelles du séminaire Chiappeto, Ligurie
- Décorations de l'église Sant'Anna, Nostra Signora del Monte, Gênes.
- Transport du corps de saint Étienne (1860), retable, Musée diocésain, Prato.
- La Sainte Famille (1898), Duomo, Prato.
- Portrait d'Emilia Sampieri (1870), palazzo comunale, Prato
- La Naissance de Vénus,
- Annonciation, carton préparatoire de la fresque, chapelle Raffo, cimetière de la Miséricorde, Musée civique, Prato.
- Saint Louis de Toulouse (1861), église San Domenico, Prato.
- Bozzetto pour les fresques de la salle du Risorgimento, Palazzo Pubblico (Sienne).
- Œuvre dans la partie XXe siècle des collections de la Monte dei Paschi di Siena.

## Sources
- (it) Cet article est partiellement ou en totalité issu de l’article de Wikipédia en italien intitulé « Alessandro Franchi (pittore) » (voir la liste des auteurs).